# Newport (Québec)
Newport è un comune del Canada, situato nella provincia del Québec, nella regione di Estrie.